# Micrurus tricolor
Micrurus tricolor là một loài rắn trong họ Rắn hổ. Loài này được Hoge mô tả khoa học đầu tiên năm 1956.